# Wall Street (film)
Wall Street  este un film american din anul 1987 care prezintă povestea ficțională a unui tânăr broker, Bud Fox, care în dorința sa disperată de a deveni bogat, devine omul de încredere al lui Gordon Gekko, un om de afaceri de succes și foarte bogat, dar în același timp fără nici un fel de scrupule.
Filmul a fost regizat de către Oliver Stone și are ca protagoniști pe Michael Douglas (care a obținut Premiul Oscar în anul 1988 pentru rolul Gordon Gekko din acest film) și pe Charlie Sheen în rolul lui Bud Fox.
Sloganul filmului este Fiecare vis are un preț (Every dream has a price).

## Rezumat
Tânărul agent de bursă Bud Fox (Charlie Sheen) admiră modul în care își organizează afacerile Gordon Gekko (Michael Douglas), magnat american multimilionar și afacerist versat. Studiind obiceiul lui Gekko de a cumpăra companii doar pentru a-și spori profitul personal, Bud Fox reușește să obțină o audiență la Gekko. Agentul îi propune acestuia un număr de trei companii în care să investească, dar toate sunt respinse de către magnat ca fiind neinteresante. Ca un ultim argument în a-l convinge pe Gekko și pentru a intra în grațiile lui, Fox îi oferă o informație confidențială obținută de la tatăl său, Carl (Martin Sheen). Tatăl lui Bud lucrează ca șef al atelierului de reparații la o mică companie aeriană, Bluestar Airlines; el i-a spus în prealabil că a doua zi va fi dat un verdict de scoatere de sub acuzare a companiei, după ce avusese loc un accident.
Impresionat de dorința tânărului de a-i deveni om de încredere, Gekko îl angajează pe Bud Fox ca broker. Noua meserie nu se rezumă la transmiterea de ordine de cumpărare sau de vânzare de acțiuni la bursă, ci magnatul îi cere lui Bud să-i aducă permanent noutăți, în special informații confidențiale din interiorul companiilor. Bud se simte nevoit să își înăbușe treptat conștiința și simțul etic. Tânărul începe o activitate de spionaj economic în timpul liber, căutând informații utile pentru Gekko.
Bud se îmbogățește rapid, își cumpără un apartament de 950 de mii de dolari în cartierul newyorkez East Side și se logodește cu frumoasa decoratoare de interior Darien Taylor (Daryl Hannah). După o serie de afaceri profitabile, tânărul broker îi propune lui Gekko să investească în cumpărarea companiei aviatice Bluestar Airlines, pentru a o face profitabilă. Gekko se arată de acord și cumpără compania, însă doar pentru a obține cele 75 milioane de dolari din fondul de pensii. În continuare, magnatul vinde compania pe bucăți.
Carl Fox, angajat la Bluestar, suferă un infarct. Bud discută cu Gekko, însă magnatul nu îi ia în seamă argumentele. Sfătuindu-se apoi cu tatăl său, tânărul își revizuiește opinia despre modalitatea de câștig pe care a ales-o și încearcă să salveze compania aeriană. Bud apelează la inamicul lui Gekko, Sir Larry Wildman (Terence Stamp), pe care îl spionase în trecut. Tânărul Bud îi aduce la masa tratativelor pe Larry Wildman și pe șefii celor trei sindicate ale Bluestar; tot el concepe un plan de manipulare a cursului acțiunilor Bluestar. Astfel, în timp ce Gekko vinde acțiunile companiei aeriene, Larry le cumpără și reușește să preia controlul asupra companiei. La sfatul lui Bud, Gekko continuă să vândă în pierdere acțiunile, cu pagube de ordinul milioanelor de dolari.
Bud este arestat de către reprezentanți ai Securities and Exchange Commission pentru conspirație în scopul comiterii unei fraude și pentru violarea contractului privind implicarea în afaceri. Acceptă să coopereze cu anchetatorii pentru a ajuta la arestarea lui Gekko. Cei doi se întâlnesc în Central Park și Bud înregistrează pe bandă povestirea afacerilor necurate ale lui Gekko.

## Context: Wall Street în 1987
Contextul economic mondial la momentul lansării filmului era încă puternic influențat de căderea bursei newyorkeze (Wall Street) din data de 19 octombrie a aceluiași an, supranumită „Lunea neagră”, cu repercusiuni asupra economiei întregii planete. Evenimentul se produsese cu mai puțin de două luni de zile înaintea premierei filmului în Statele Unite ale Americii (11 decembrie 1987); totuși, indicii economici de interes global au început să se stabilizeze chiar în luna premierei.

## Temele propuse de film

### Conflictele legate de moralitate
Filmul Wall Street definește o serie de conflicte legate de moralitate punând bogăția și puterea față în față cu simplitatea și onestitatea.
Personajul Carl Fox (interpretat de Martin Sheen) reprezintă clasa muncitoare (sau proletariatul) în film: el este liderul sindicatului muncitorilor din sectorul reparațiilor din compania Bluestar. El atacă în mod constant afacerile mari, banii, industriașii lacomi și orice lucru pe care îl vede ca pe un pericol pentru sindicat. Conflictul principal al caracterelor îi are ca protagoniști pe Gekko și pe Carl Fox, învățăturile celor doi constituind baza subtextului filmului. Acest subtext poate fi descris ca un concept al celor doi tați care se luptă pentru a controla și influența moralitatea fiului, un concept pe care regizorul Oliver Stone l-a folosit de asemenea și în filmul Platoon (1986).
În filmul Wall Street muncitorul Carl Fox și omul de afaceri rapace Gordon Gekko reprezintă părinții, cei care oferă educație copiilor (în film lui Bud). Producătorii filmului folosesc vocea lui Carl ca vocea lor în film, o voce a rațiunii opusă distrugerii creative aduse de filozofia pieței libere neîngrădite a lui Gekko.

### „Lăcomia este bună”
Indiscutabil, cea mai memorabilă scenă din film este discursul lui Gordon Gekko la Adunarea Generală a Acționarilor Teldar Paper, o companie asupra căreia intenționa să preia controlul. Stone folosește această scenă pentru a-i da lui Gekko, și prin extensie, tuturor investitorilor mari de pe Wall Street pe care îi personifică acesta, șansa de a-și justifica acțiunile, care urmăreau în opinia sa să reducă deficitul comercial și financiar acumulat de companii în perioada de după cel de-al Doilea Război Mondial. În această viziune, el se vede pe sine ca un „eliberator” al companiilor și nu ca un distrugător al acestora:
Ideea este, doamnelor și domnilor, că: Lăcomia, în lipsă de un alt cuvânt mai bun, este bună. Lăcomia e ceva corect; lăcomia funcționează. Lăcomia clarifică, poate capta esența spiritului dornic de evoluție. Lăcomia, în toate formele ei, lăcomia față de viață, pentru bani, dragoste, cunoaștere -  a purtat lumea înainte și, ascultați-mă pe mine, lăcomia va salva Teldar Paper și nu numai pe ea, ci și alte corporații care merg prost.
Frazele sale trunchiate din discursul „Lăcomia este bună” simbolizează atmosfera de obsesie pentru profit și cultura corporatistă pe termen scurt din anii '80 și '90 și prin extensie devine asociată cu politicile economice ale unei piețe libere, neîngrădite de către stat.
Inspirația pentru discursul „Lăcomia este bună” pare să provină din două surse. Prima parte a discursului, în care Gekko a criticat managementul companiei, care deține doar 3% din acțiuni și prin urmare nu are nici un interes financiar și în plus, există un număr prea mare de vicepreședinți, adică nu mai puțin de 33, pare să provină din discursurile și afirmațiile similare ale miliardarului american Carl Icahn cu privire la companiile pe care intenționa să le preia. Justificarea rolului lăcomiei este o parafrazare a unei adrese din 18 mai 1986 către Școala de Administrare a Afacerilor de la Universitatea Berkeley, provenită de la arbitrajorul Ivan Boesky (care el-însuși va fi condamnat ulterior pentru practici de folosire a informațiilor confidențiale), în care spunea că „Printre altele, lăcomia este un lucru bun. Vreau să știți asta. Eu cred că lăcomia este sănătoasă. Poți să fii lacom și să ai încă o părere bună despre persoana ta.”
Discursul „Lăcomia este bună” poate fi relaționat și cu scrierile economistului clasic Adam Smith cu privire la natura umană. Smith credea că, în general, oamenii liberi de a-și urma propriul interes, ar lua decizii mai bune decât dacă ar acționa într-un sistem care le-ar dicta ceea ce este "bine". În acest proces, oamenii care își urmăresc propriul interes vor elimina deficiențele de funcționare ale sistemului și vor aloca resursele mai eficient în beneficiul întregii societăți.
Filmul Wall Street nu este o critică a sistemului capitalist, ci a culturii afacerilor din anii '80 dominate de cinism. Personajele „bune” din film sunt de asemenea capitaliști, dar mai puțini lacomi și mai întreprinzători, cei care creează companii. Într-o scenă, Gordon Gekko îi răspunde întrebării lui Bud Fox cu privire la valoarea morală a muncii din greu, dând exemplul tatălui său (al lui Gekko), care a muncit toată viața din greu și a murit la 49 ani înglodat în datorii. Șeful direct al lui Bud de la compania de brokeraj (interpretat de către Hal Holbrook), un arhetip al mentorului bătrân, spune la începutul filmului că „lucrurile bune uneori iau timp”, referindu-se la IBM și Hilton - în contrast, crezul lui Gekko că „Lăcomia este bună” prezintă o viziune pe termen scurt care prevala în afacerile din anii '80.

## Producția
După succesul reportat cu filmul Platoon, regizorul Oliver Stone a început să studieze posibilitatea realizării unui film despre scandalurile din lumea show-biz-ului american din anii '50. Totuși, cu prilejul unui prânz cu un prieten de la școala de film și cu scenaristul Stanley Weiser, Stone a receptat ideea de a face un film care ar putea să fie o variantă a cărții „Crimă și pedeapsă aplicată pe Wall Street. Doi oameni care abuzează unul de celălalt pe Wall Street.” Regizorul se gândise la un astfel de tip de film prin anul 1981. El cunoștea un om de afaceri din New York care făcuse milioane de dolari și aranjase afaceri pe întreg mapamondul. Acest om a început să facă greșeli care l-au costat foarte mult, în final pierzând totul.
Oliver Stone își amintește că „povestea din filmul meu este un fel de Drum al pelerinului al unui tânăr care este sedus și corupt de mirajul banilor obținuți ușor. Și în al treilea act, el reușește să redevină persoana care era la început.” Stone și Weiser au început să analizeze piața tranzacțiilor cu acțiuni și cu obligațiuni și preluările de companii (în special cele ostile). Ei s-au întâlnit cu importanți și puternici actori financiari de pe Wall Street. Weiser a scris prima parte a filmului, intitulată inițial Lăcomia, în timp ce Stone a scris o altă parte.
Inițial, personajul principal al filmului era un tânăr broker de origine evreiască pe numele său Freddie Goldsmith, dar Stone i-a schimbat numele în cel de Bud Fox pentru a nu vehicula ideea că Wall Street-ul este controlat de către evrei. După afirmațiile lui Weiser, stilul oratoric al lui Gekko a fost creat de către Stone. „În timp ce scriam câteva dialoguri, îl ascultam pe Oliver la telefon și uneori el vorbea foarte rapid, așa cum face și Gordon Gekko în film.”